# Alan Kurdi
Alan Kurdi (Kobanî, 4 de maio de 2012 — Mar Mediterrâneo, 2 de setembro de 2015) foi um menino sírio que morreu afogado numa praia da Turquia. As fotos do momento em que o corpo da criança foi encontrado na costa turca e a imagem onde um agente da polícia turca recolhe seu cadáver foram largamente reproduzidas mundo afora, gerando uma infinidade de críticas e discussões acerca da grande crise humanitária síria. Junto ao pequeno faleceram também o seu irmão de cinco anos, Galip, e sua mãe, Rehan, além de ao menos outros doze sírios que viajavam desde a Turquia em dois barcos com destino à Grécia. O único membro da família Kurdi que embarcou e sobreviveu foi o pai, Abdullah. A fotógrafa turca Nilüfer Demir é a autora da imagem.

## Origem
Alan Kurdi nasceu em Kobanî, cidade curda no norte da Síria, lugar onde se deu a dura Batalha de Kobanî. Após se mudar por várias cidades do país para escapar do Estado Islâmico, sua família estabeleceu-se na Turquia em 2014 (O pai de Alan, Abdullah, vivia na Turquia desde 2012 em busca de trabalho, e visitava sua família na Síria de vez em quando). A família regressou a sua terra natal no começo de 2015, mas voltou para a Turquia em junho do mesmo ano, quando o Estado Islâmico novamente atacou sua cidade (massacre de Kobanî). Após tentativa frustrada de levar a família para a ilha grega de Kos, o pai tomou a decisão de transladar-se para a Europa de maneira ilegal num barco pneumático, mas a viagem terminou com a tragédia do naufrágio da embarcação. Kurdi morreu em 2 de setembro de 2015 no Mar Mediterrâneo, numa região próxima à cidade de Bodrum, Turquia.

## Enterro
Alan, sua mãe e irmão foram enterrados em Kobanî pelo seu pai numa triste cerimónia, em 4 de setembro de 2015. Fotógrafos da agência Reuters estiveram presentes e registaram os momentos do funeral, em meio a uma multidão de sírios consternados.

## Homenagens
As homenagens ao menino falecido sucedem-se por todo mundo: o artista indiano Sudarasan Pattaki fez uma escultura na areia com a imagem; o grupo de rock U2 rendeu homenagem a Alan  e aos refugiados modificando uma canção num concerto na Itália; centenas de marroquinos fizeram um protesto e uma homenagem ao menino curdo. Em Gaza, fez-se uma homenagem fazendo uma escultura de areia numa das suas praias. Na Internet, pessoas de diferentes lugares do mundo têm homenageado a Alan Kurdi divulgando as imagens como meio de protesto pela crise migratória.

## Polêmica
Em 13 de janeiro de 2016, o jornal francês Charlie Hebdo, conhecido por suas publicações satíricas, publicou uma charge sugerindo que se Alan Kurdi não tivesse morrido durante a travessia no mar, teria se transformado num "apalpador de bundas na Alemanha", numa alusão aos graves atos de abuso sexual cometidos por imigrantes, relatados durante as comemorações de Ano-Novo, principalmente na cidade de Colônia em 1 de janeiro de 2016.